# Kornelia Boje
Kornelia Boje, née le 19 mai 1942 à Berlin, est une  actrice, actrice de doublage  et photographe allemande. Elle est la fille du photographe Walter Boje, elle vit à Berlin.

## Carrière
Kornelia Boje jouait déjà enfant au Hamburger Schauspielhaus. Elle participe ensuite à de nombreuses pièces radiophoniques sur la WDR. En 1961, elle obtient son premier grand rôle dans Bernadette Soubirous de Hans Quest sur WDR. Suivent alors des engagements théâtraux à Kiel, Darmstadt, Zurich, Hambourg, Cologne et Francfort. 
En 2006, à Stuttgart, elle dirige et joue dans Guantanamo d’après le roman de Dorothea Dieckmann.
Elle incarne divers rôles dans des séries télévisées telles Tatort, Derrick , Un cas pour deux et Le Renard.
En tant qu’actrice de doublage, Kornelia Boje prête sa voix notamment à Lilith Sternin-Crane dans Cheers, Carolyn Jones (Morticia) dans La Famille Addams, Mary McDonnell dans Danse avec les loups et Battlestar Galactica, Annie Girardot (Yvonne Maurin) dans Maigret tend un piège (en 1958). Dans plusieurs films, elle a prêté sa voix à Jaclyn Smith et Barbara Carrera.
Kornelia Boje participe à plus de 200 pièces radiophoniques et livres audio, également des livres audio pour enfants.

## Filmographie (sélection)
- 1961: Bernadette Soubirous de Hans Quest: Bernadette Soubirous
- 1972: Tatort : Rechnen Sie mit dem Schlimmsten !: Helena
- 1973: Der Kommissar: Tod eines Hippiemädchens: Karin Junker
- 1976: Tatort : Augenzeuge: Marianne Santner
- 1976: Derrick: Calcutta (Kalkutta : Anita Wenger
- 1976: Notarztwagen 7 : Die Prüfung: la sœur de Lothar
- 1978: Le Renard : Musique de nuit (Nachtmusik) : Fritzi Huckner
- 1978: Derrick: le mouchard (Der Spitzel): Maria Singer
- 1979-1980: Jauche und Levkojen (5 épisodes): Roswitha
- 1986: Un cas pour deux : Un tuyau percé (Todsicherer Tip): Anja Droysen
- 1990: Derrick:  La bicyclette (Tod am Waldrand): Mme Roon
- 1993: Derrick: Séance de nuit (Nachtvorstellung): Erna Seligmann
- 1994: Derrick: La peur au ventre (Nachts, als sie nach Hause life): Maria Saska
- 1994: Le Renard: Poison (Gift): Käthe Jakusch
- 1996: Derrick: Appartement quatre cent seize (Riekes trauriger Nachbar)
- 1997: Le Renard: Haine et vengeance (Der Tod der Eltern): Marion Gobel
- 1999: Le Renard: Der Tod nur ein Augenblick: Ingrid Tantau
- 2000: Le Renard: Conflit de famille (Die Schwester): Johanna Reger
- 2000: En quête de preuves : Verhängnisvolle Erinnerung: le Dr Fromm
- 2001: Siska: Das Böse an sich: Helga Branner
- 2007 : Un cas pour deux: La clé du mystère (Außer Kontrolle):  Mme Offermann
- 2008: Siska : Seele im Nebel: Mme Schech
- 2019: Die Spezialisten – Im Namen der order: Das Weisse Schiff der Hoffnung: Marlies Wiedemann

## Actrice de doublage

### Films
- 1981 : The People vs. Jean Harris – Ellen Burstyn (Jean Harris)
- 1988 : La Mémoire dans la peau – Jaclyn Smith (Marie St. Jacques)
- 1989 : La confrérie de la Rose – Connie Sellecca (Erika Bernstein)
- 1990 : Danse avec les loups – Mary McDonnell (Christine adulte /« Dressée avec le poing »)
- 1991 : Bump in the night – Meredith Baxter (Martha Tierney)
- 1993 : Cheers – Bebe Neuwirth (Dr Lilith Sternin)
- 1994 : Super Noël – Wendy Crewson (Laura Miller)
- 1997 : Bad manners – Bonnie Bedelia (Nancy)
- 1999 : Do Not Disturb – Jennifer Tilly (Cathryn Richmond)
- 2004 : À ton image – Francine Bergé (La mère de Mathilde)
- 2007 : Les Portes du temps – Frances Conroy (Mlle Greythorne)
- 2011 : Happy New Year – Barbara Marshall (l’infirmière en chef Helen)
- 2013 : Gangsta Granny – Julia McKenzie (Granny Norris)
- 2015 : Adaline – Ellen Burstyn (Flemming)

### Séries
- 1986–1987 : Dallas – Barbara Carrera (Angelica Nero)
- 1991 : Génération Pub – Patricia Kalember (Susannah Shepherd)
- 1995–2000 : Hercule – Liddy Holloway (Alcmène)
- 1998 : The Hogan Family – Sandy Duncan (Sandy Hogan)
- 2005–2009 : Battlestar Galactica – Mary McDonnell (Laura Roslin)
- Dès 2016 : Shetland – Anne Kidd (Cora McLean)
- 2017 : Fargo – Mary McDonnell (Ruby Goldfarb)